# 國藥一致
国药集团一致药业股份有限公司 （深交所：000028/200028，简称：国药一致/一致B）是中国一家从事药品及医疗器械批发业；食品、饮料、烟草和家庭用品批发业的上市公司。公司总股本28814.94万股（2012年）。公司总部位于广东省深圳市福田区八卦四路15号一致药业大厦，法人代表为魏玉林。

## 历史
2013年7月23日國藥控股斥約19.42億元人民幣(約24.5億港元)認購非全資附屬國藥一致約7,448萬股新A股，後者籌集資金用於償還債務等。交易完成後，國藥所持股權將由38.33%，增至51%。一致藥業持有深圳萬樂藥業35.19％的股權
2017年12月7日沃博聯通過其在香港設立的全資子公司出資27.67億元人民幣，認購國藥一致旗下醫藥零售平台國大藥房40%股權，國藥一致仍持有國大60%股權